# Élection présidentielle polynésienne de 2004
L'élection présidentielle de Polynésie française de 2004 se déroule le 23 mai 2004 et permet l'élection au suffrage indirect du Président de la Polynésie française.
Les résultats du scrutin donnent une très faible avance à Gaston Flosse (27 représentants) sur Oscar Temaru (28 représentants), mais ce dernier profitant d'une défection, devient le président de la Polynésie française.[pas clair]